# أبو الفضل الجارودي
أبو الفضل محمد بن أحمد بن محمد الجارودي الهروي. ( - شوال 413 هـ) من رواة الحديث وشيخ أبي إسماعيل الهروي، ويعد الجارودي أول من سن بهراة تخريج الفوائد، وشرح الرجال والتصحيح. وكان أبو إسماعيل يقول: حدثنا إمام أهل المشرق أبو الفضل الجارودي .توفي في شوال سنة ثلاث عشرة وأربعمائة وقد شاخ وأسن.

## روايته للحديث النبوي
- سمع: حامد بن محمد الرفاء، وسليمان بن أحمد الطبراني، ومحمد بن عبد الله السليطي، وإسماعيل بن نجيد السلمي، وعبد الله بن الحسين النضري المروزي، وأبا إسحاق القراب، وأحمد بن محمد بن سلمويه النيسابوري، وعمر بن محمد بن جعفر الأهوازي، وخلقا سواهم بنيسابور وأصبهان ومرو والحجاز والعراق والري.
- حدث عنه: أبو عطاء عبد الأعلى المليحي، وشيخ الإسلام أبو إسماعيل الأنصاري وأهل هراة.

- مرتبته عند علماء الجرح والتعديل:
- قال أبو إسماعيل الأنصاري: إمام أهل المشرق.
- قال أبو سعد السمعاني: شيخ هراة في عصره، وكان أحد الحفاظ المشهورين، وكان ثقة صدوقا حافظا رحالا.
- قال أبو علي بن جهان دار الحافظ: ما رأيت من مشايخنا أعرف بالحديث وأقل دعوى من أبي الفضل الجارودي.
- قال الذهبي : حافظ، إمام، متقن.
- قال عبد الرحمن بن عبد الجبار الفامي: كان عديم النظير في العلوم، خصوصا في علم الحفظ والتحديث، وفي التقلل من الدنيا والاكتفاء بالقوت، وكان وحيدا في الورع.
- قال محمد بن المظفر الحافظ: لم يجاوز جسر النهروان مثل أبي الفضل الجارودي.